# 暴風雪號穿梭機
暴風雪號太空梭（11F35 K1）是蘇聯的暴風雪太空梭計畫中，唯一一架发射的穿梭機。在該計劃於1993年終止前，它只在1988年執行過一次轨道飞行任務。
與美國的穿梭機类似，暴風雪號降落後也由一架運輸機从降落地點運回發射場。執行此任務的是为运载暴风雪号专门设计的安-225運輸機，它是世界上迄今为止最大的飛機。另外，發射方式則是與美國的太空梭不同，暴雪號沒有主引擎，而是跟著重型火箭能量號綑綁上天，能量號也成為史上載重最強的火箭。

## 首次飛行
暴風雪號1.01是唯一一次的軌道飛行任務，於1988年11月15日UTC3:00順利發射升空。由經特別設計的能源號火箭推進器送上太空。由於此次任務是無人駕駛，所以機上並未安装生命保障系統，也没有为操控台安装軟件。 
在这次任務中，暴風雪號用时206分鐘圍繞地球飞行兩周。返回地球時，穿梭機在哈薩克拜科努爾太空中心的跑道上進行了自動降落程序。雖然當時正吹著17米每秒的側風，但穿梭機僅僅比預定向側超出3米及向前超出10米，順利降落。
當時少部份穿梭機的發射片段被用作廣播，但當中並沒有拍攝到真實發射情況。這個舉動引致有揣測指整個任務根本是虛構，穿梭機的降落並非由外太空地球軌道返回地球，只是由穿梭機運輸機上降落而已。在美國，企業號穿梭機亦曾進行過這種任務，以測試穿梭機在發射及降落時的飛行數據。因為當時STS-1任務執行時間挨近，故需要操控哥倫比亞號穿梭機的數據。為了消除有關猜測，蘇聯當局向外公開了穿梭機發射時的影片，證實了穿梭機的確被發射升空，苏联傳媒並引述指當時天氣情況惡劣。

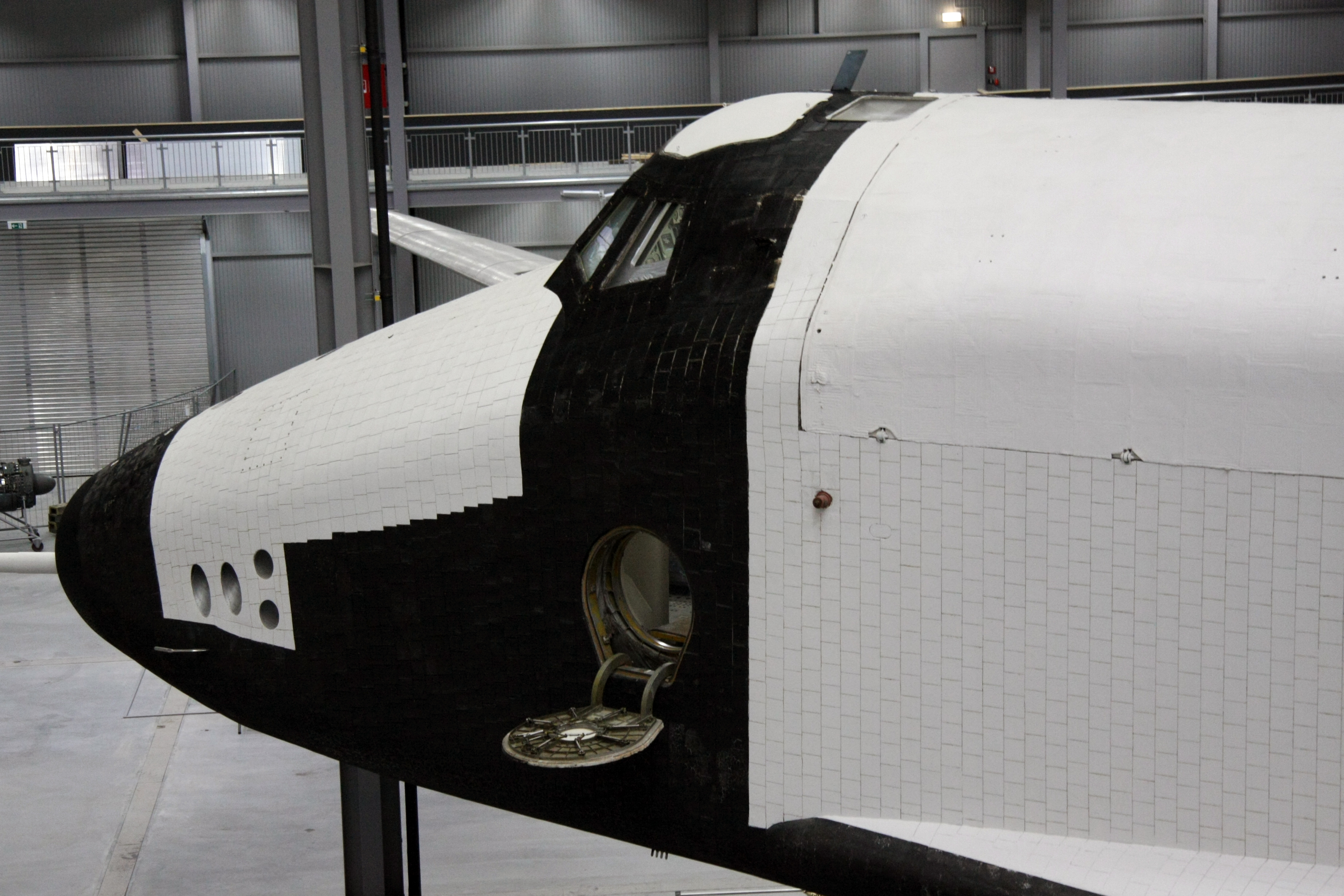
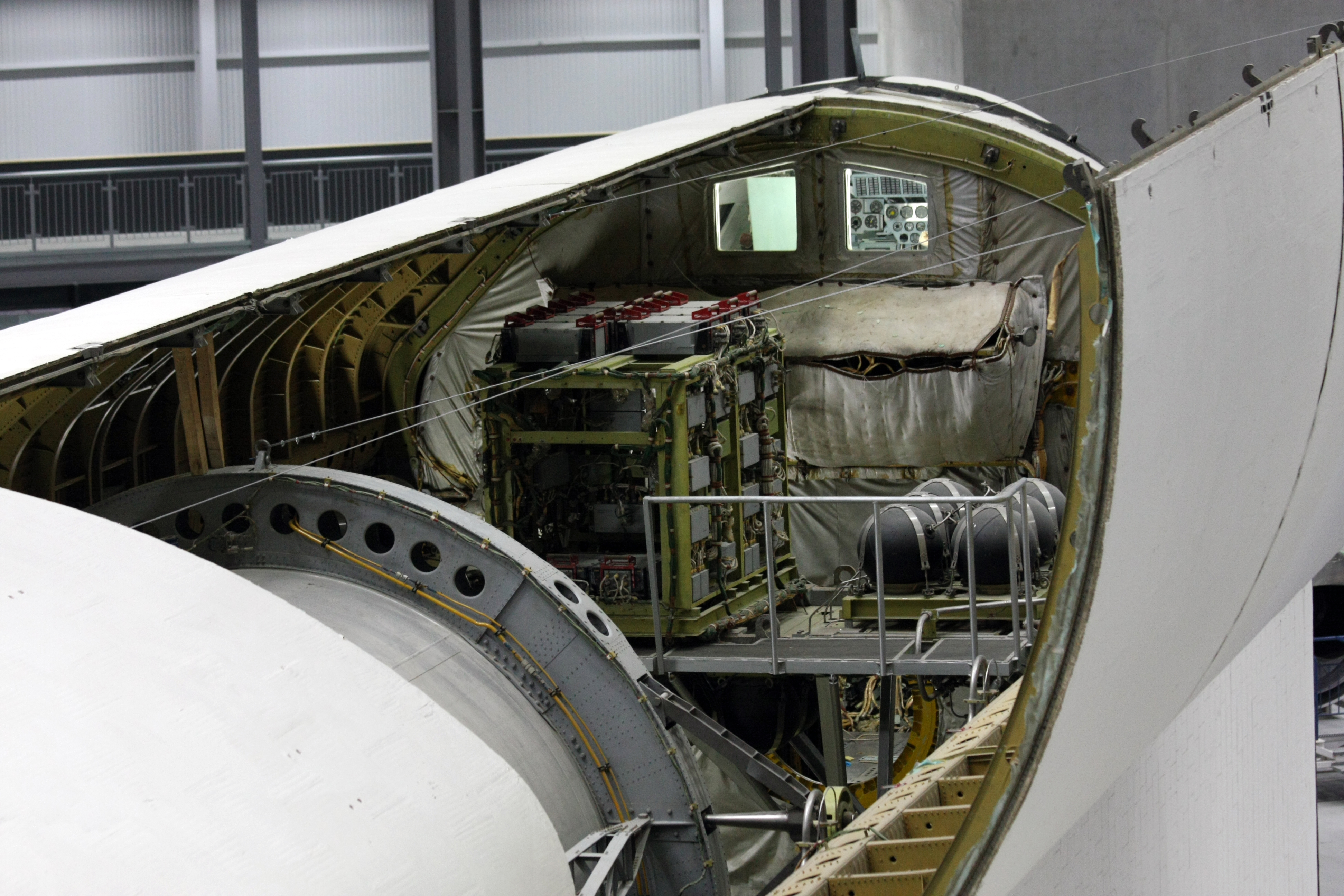
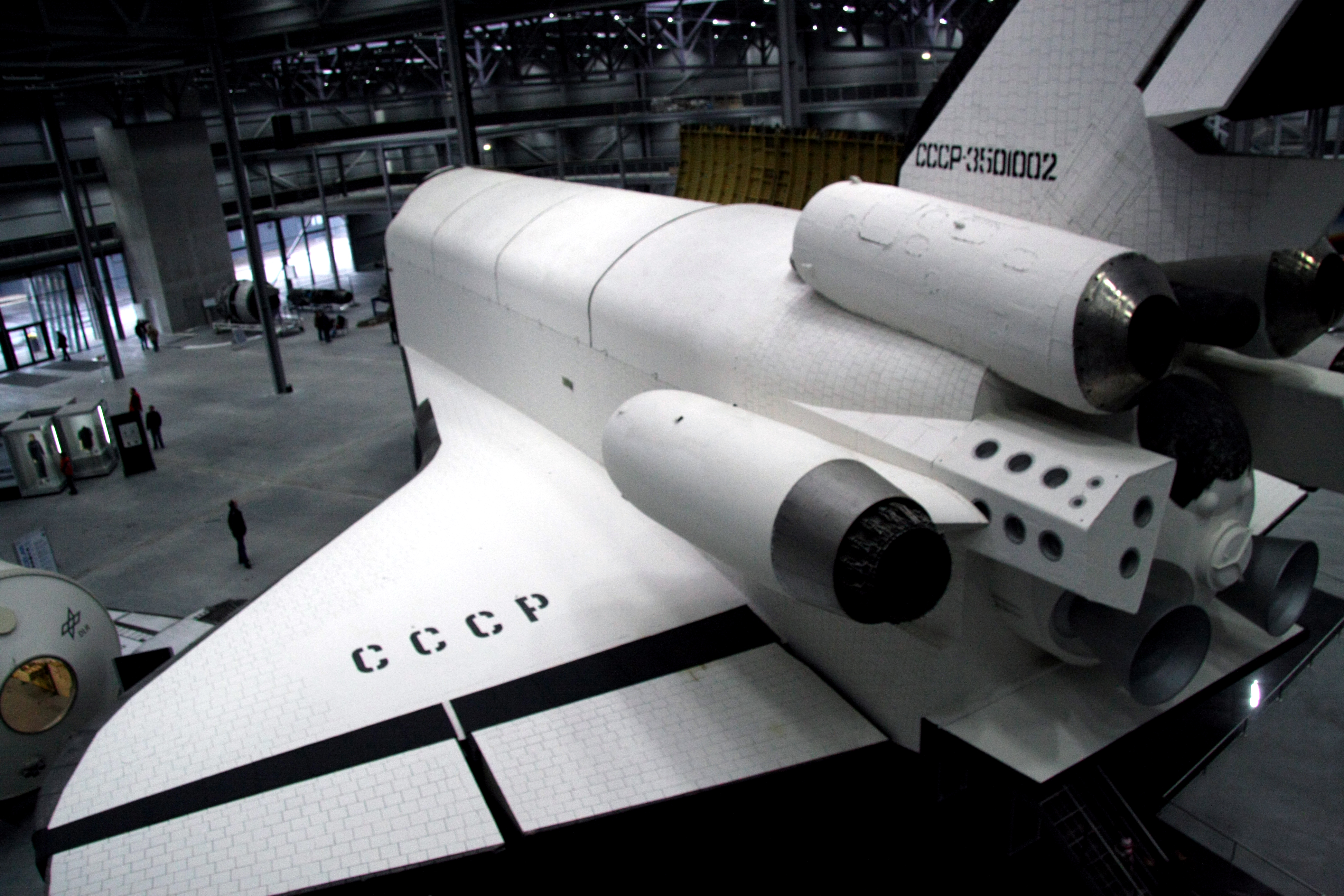

## 計劃中的飛行任務

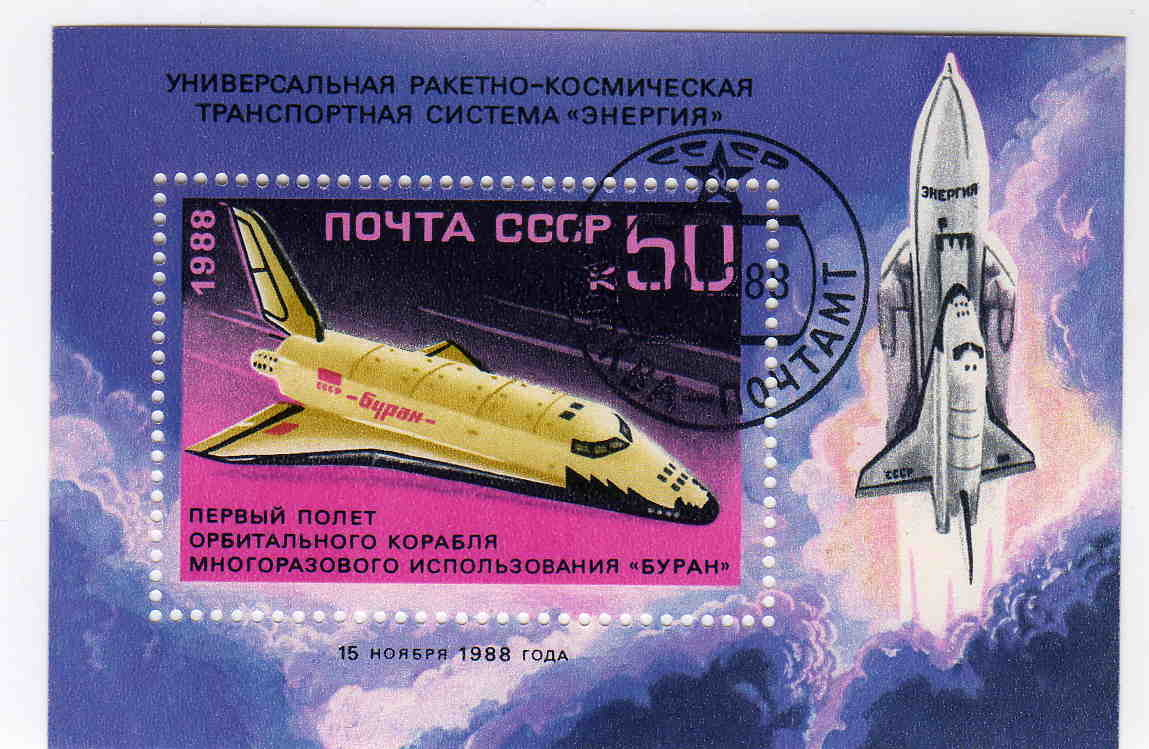
紀念郵票

在1989年，當時計劃暴風雪號穿梭機將會於1993年再進行一次無人飛行，任務約為期15至20天。但最終因為整個太空穿梭機計劃取消而取消告终。

## 意外损毁
在2002年5月12日，位於哈薩克，用以存放暴風雪號1.01軌道載具及能源號火箭推進器實物模型的飛機庫因日久失修而倒塌，將暴風雪號砸毀，共有八名工人因身处建築物上方而喪生。

## 參考

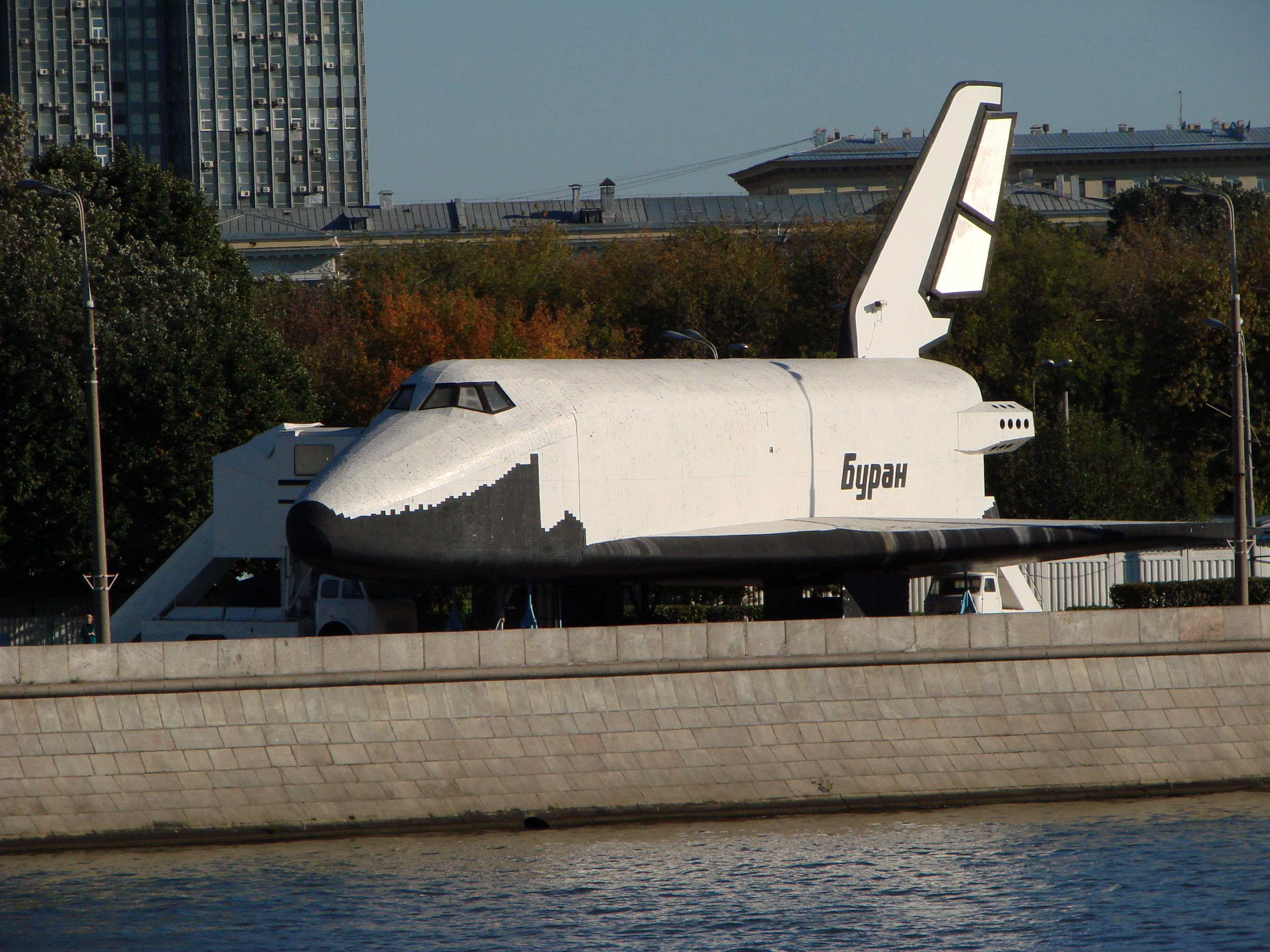
暴風雪號紀念1:1模型

## 参数

與美國太空梭比較圖

- 机身长度：36.4米
- 机体质量：105吨

## 相關
- 蘇聯衛星計劃
- 月球10號

## 外部連結
- 暴風雪號重回火星的計畫網頁 （页面存档备份，存于）
- 暴風雪號首次飛行及發射片段
- 關於暴風雪號太空穿梭機的詳細內容 （页面存档备份，存于）
- NPO MOLNIYA研究及工業集團 （页面存档备份，存于）
- 關於暴風雪號的個人感觀 （页面存档备份，存于）
- Pravda.ru的暴風雪號照片報導 （页面存档备份，存于）
- 暴風雪號穿梭機倒塌飛機庫照片 （页面存档备份，存于）
- 暴風雪號穿梭機暴風雪號殘骸照片 （页面存档备份，存于），仍可在殘骸堆中看到暴風雪號右前方的擋風玻璃。